# Faculté de philosophie et lettres de l'université libre de Bruxelles
 (janvier 2017).
Si vous disposez d'ouvrages ou d'articles de référence ou si vous connaissez des sites web de qualité traitant du thème abordé ici, merci de compléter l'article en donnant les références utiles à sa vérifiabilité et en les liant à la section « Notes et références ».
 (août 2015).
La faculté de philosophie et lettres de l'université libre de Bruxelles fut créée en 1848. 
Lui sont rattachés quatre départements d’enseignement supérieur qui proposent douze bacheliers et vingt masters.

## Histoire
La loi de 1890 a subdivisé la faculté en sections de : philologie classique, de philosophie et d'histoire, auxquelles vinrent s'ajouter celles de philologie germanique (créée en 1910 avec l'aide de la ville d'Anvers), de philologie romane (instaurée en 1920 avec l'appui de la province de Hainaut), d'histoire de l'art et d'archéologie (1931), de journalisme et communication (1945), de linguistique africaine (1970), d'études slaves (1974), d'information et documentation (1977), de langues et linguistique (1980).
À la faculté se rattachent divers instituts. Les uns dispensent un enseignement structuré; c'est le cas de l'Institut de langues et de civilisations orientales (anciennement de philologie et d'histoire orientales et slaves créé en 1930 et annexé à la faculté en 1953) et de l'Institut d'étude des religions et de la laïcité (1965). D'autres sont plus exclusivement orientés vers la recherche comme l'Institut de philosophie (1939), l'Institut pour l'étude de la Renaissance et de l'humanisme (1960).
À partir de septembre 2015, la Faculté de Philosophie et Lettres a été scindée en deux facultés distinctes : la Faculté de Philosophie et Sciences sociales (qui, outre les filières de l'ancienne Faculté des Sciences Politiques et Sociales, inclut celles de philosophie, éthique, sciences des religions et de la laïcité, histoire, histoire de l'art, musicologie et archéologie) et la Faculté de Lettres, Traduction et Communication  (qui comprend les filières de sciences de l'information et de communication ainsi que toutes les filières de Lettres, auxquelles s'ajoutent celles de traduction et d'interprétation).

## Enseignement
Les départements d’enseignement supérieur annexés : 
- Philosophie, éthique, et sciences des religions ;
- Langues et lettres ;
- Histoire, arts et archéologie ;
- Sciences de l’information et de la communication.

### Recherche
La faculté comprend dix centres de recherche et cinq unités de recherche transdisciplinaires. 

### Direction

#### Liste des doyens
- Auguste Baron (1848-1849)[3]
- Jean-Jacques Altmeyer (1849-1856)
- Jean L'Hoir (1856-1858)
- Guillaume Tiberghien (1858-1860)
- Jules Tarlier (1860-1862)
- Eugène Van Bemmel (1862-1864)
- Jean-Jacques Altmeyer (1864-1866)
- Jean L'Hoir (1866-1868)
- Guillaume Tiberghien (1868-1870)
- Eugène Van Bemmel (1870-1872)
- Jean-Jacques Altmeyer (1872-1874)
- Jean L'Hoir (1874-1876)
- Léon Vanderkindere (1876-1878)
- Eugène Van Bemmel (1878-1880)
- Guillaume Tiberghien (1880-1882)
- Léon Vanderkindere (1882-1884)
- Martin Philippson (1884-1886)
- Alphonse Willems (1886-1888)
- Edouard James (1888-1889)
- Johan Vollgraff (1889-1891)
- Alphonse Willems (1891-1892)
- Hermann Pergameni (1892-1894)
- Henri Lonchay (1894-1896)
- Désiré De Moor (1896-1898)
- Léon Vanderkindere (1898-1899)
- Léon Leclere (1899-1901)
- Alphonse Willems (1901-1902)
- Eugène Monseur (1902-1904)
- Émile Boisacq (1904-1906)
- Georges Dwelshauvers (1906-1909)
- Hermann Pergameni (1909-1912)
- Henri Lonchay (1912-1915)
- Guillaume Des Marez (1915-1916)
- Guillaume Des Marez (1919-1920)
- Marc-A. Kugener (1920-1923)
- Michel Huisman (1923-1926)
- Léon Leclere (1926-1929)
- Henri Grégoire (1929-1932)
- Frans Van Kalken (1932-1935)
- Georges Smets (1935-1938)
- Lucien-Paul Thomas (1938-1940)
- Gustave Charlier (1940-1942)
- Eugène Dupreel (1945-1946)
- Léon Herrmann (1946-1949)
- Marcel Barzin (1949-1950)
- Paul Bonenfant (1950-1953)
- Jean Lameere (1953-1956)
- Maurice Leroy (1956-1959)
- Chaïm Perelman (1959-1962)
- John Gilissen (1962-1964)
- Charles Delvoye (1964-1967)
- Henri Plard (1967-1970)
- Jean Stengers (1970-1972)
- Jean Bingen (1972-1975)
- Roland Mortier (1975-1977)
- René Vancompernolle (1977-1979)
- Hervé Hasquin (1979-1982)
- Christian Peeters (1982-1985)
- Régine Kurgan-Van Hentenryk (1985-1989)
- Pierre de Maret (1989-1993)
- Albert Mingelgrün (1993-1997)
- Guy Haarscher (1997-2000)
- Gilbert Debusscher (2000-2004)
- Jean-Pierre Devroey (2004-2008)
- Didier Viviers (2008-2010)
- Manuel Couvreur (2010-2014)
- Michèle Galand (2014-2015)

### Cercles étudiants
La faculté de philosophie et lettres comprend six cercles estudiantins et académiques et un bureau étudiant.
- Cercle de philosophie et lettres (CPL)
- Cercle d'histoire (CdH)
- Cercle d'histoire de l'art et d'archéologie (CHAA)
- Cercle de romanes (CROM)
- Cercle de journalisme et communication (CJC)
- Cercle culturel de philosophie (CPhi)
- Bureau étudiant de philosophie et lettres (Bephil)

## Annexe